# Astronesthes
Astronesthes är ett släkte av fiskar. Astronesthes ingår i familjen Stomiidae.

## Bildgalleri

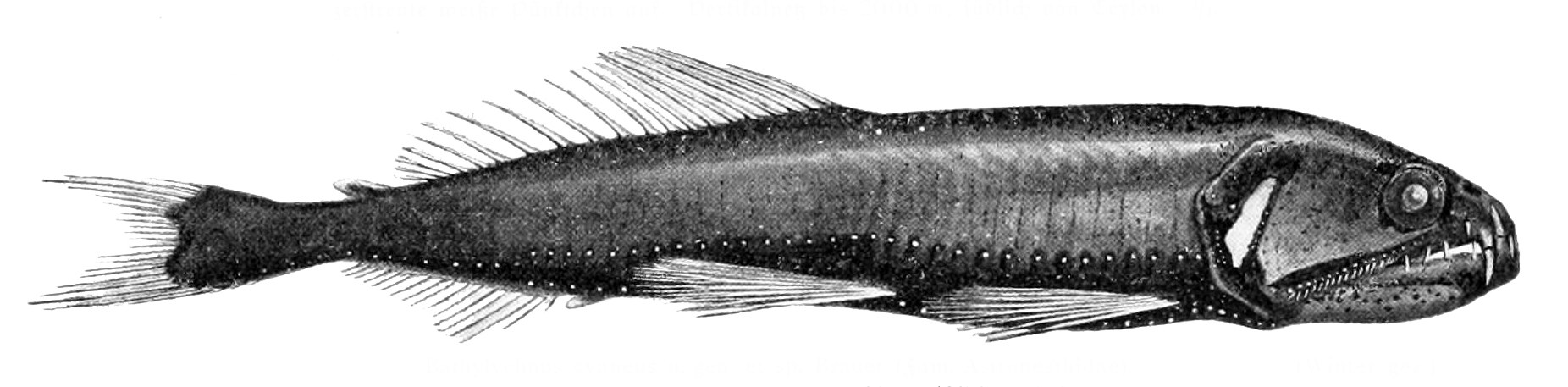
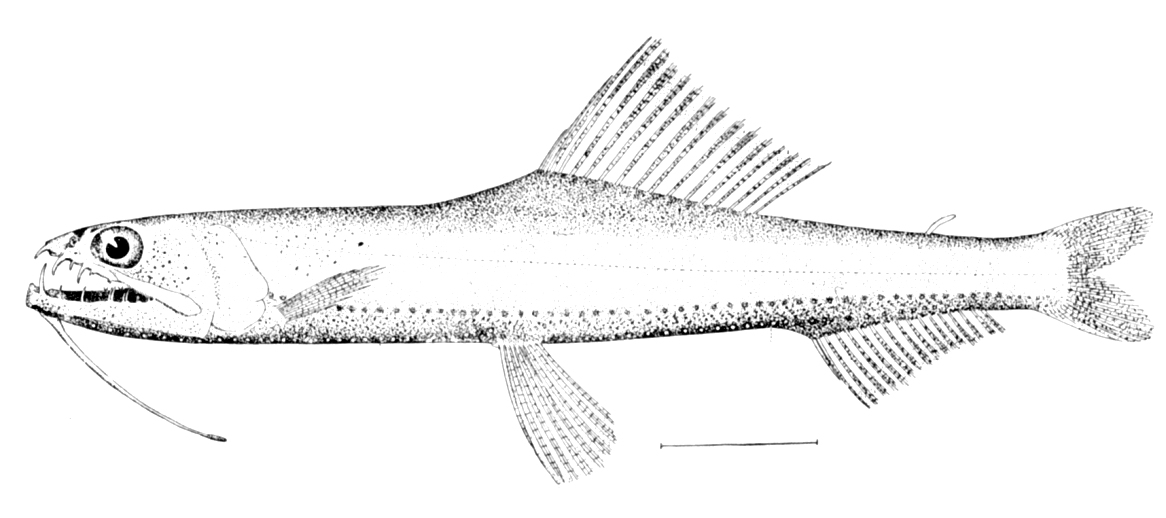
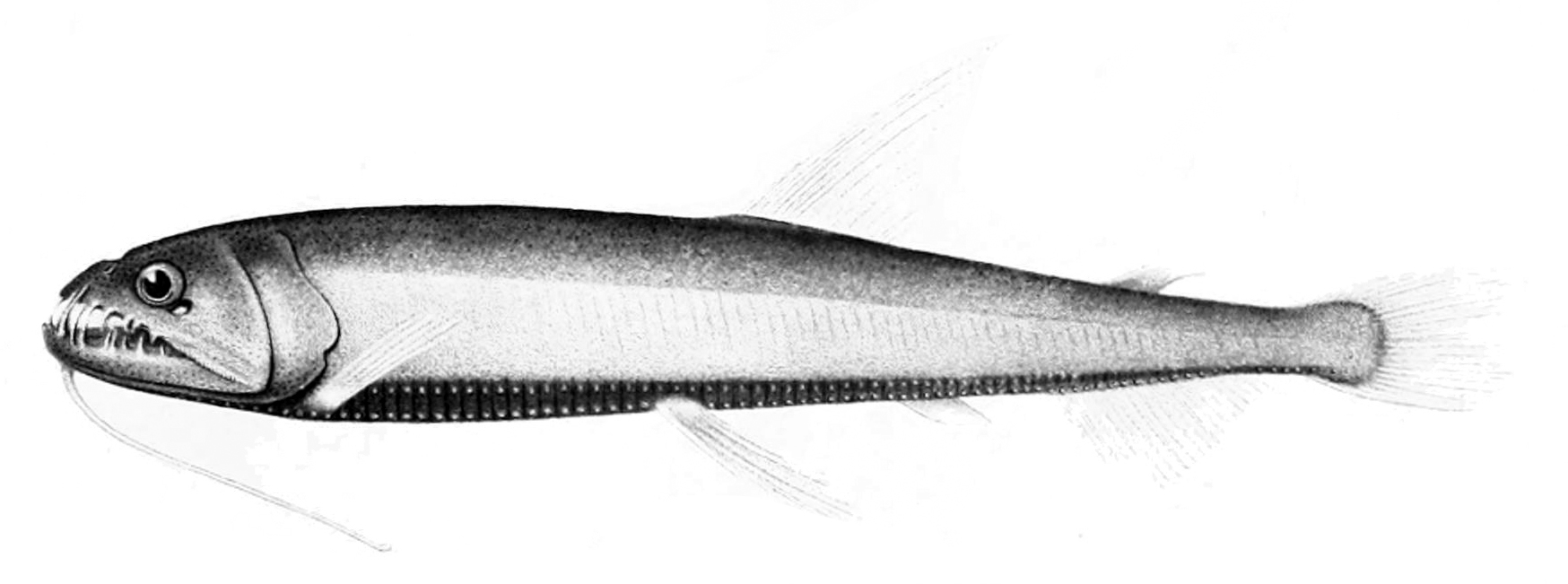
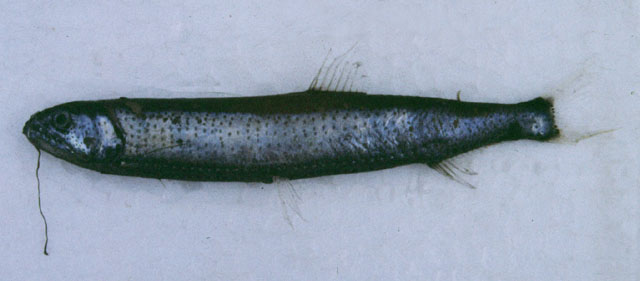
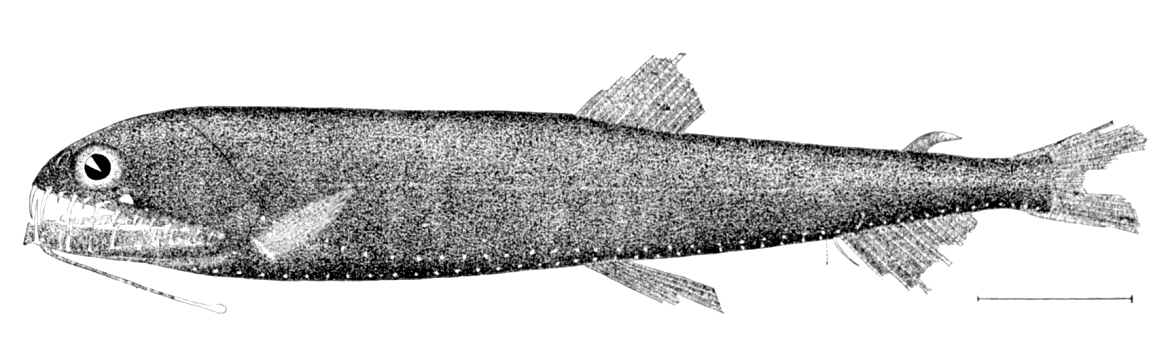
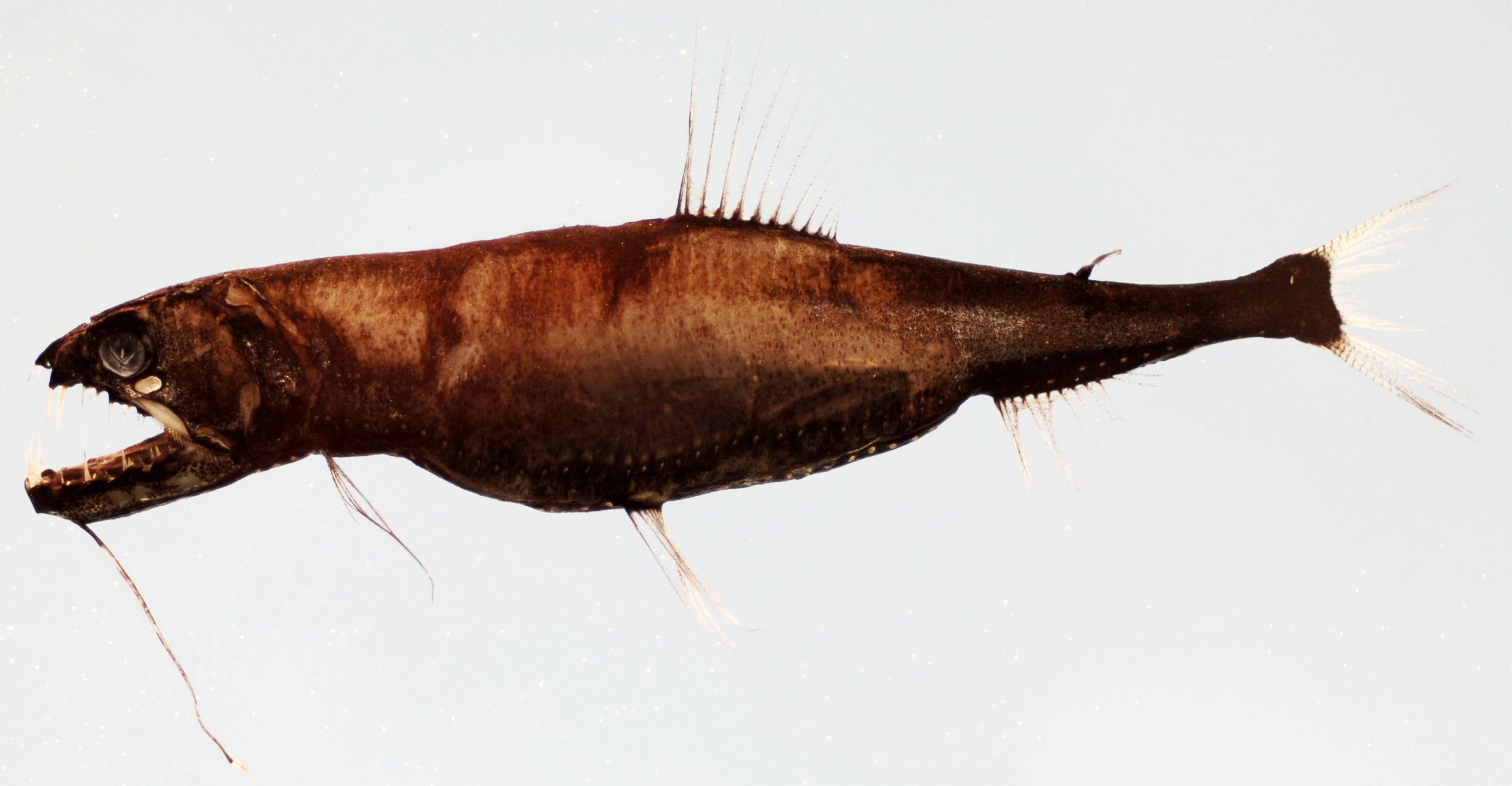

## Dottertaxa tillAstronesthes, i alfabetisk ordning[1]
- Astronesthes atlanticus
- Astronesthes bilobatus
- Astronesthes boulengeri
- Astronesthes caulophorus
- Astronesthes chrysophekadion
- Astronesthes cyaneus
- Astronesthes decoratus
- Astronesthes dupliglandis
- Astronesthes exsul
- Astronesthes fedorovi
- Astronesthes formosana
- Astronesthes galapagensis
- Astronesthes gemmifer
- Astronesthes gibbsi
- Astronesthes gudrunae
- Astronesthes haplophos
- Astronesthes ijimai
- Astronesthes illuminatus
- Astronesthes indicus
- Astronesthes indopacificus
- Astronesthes karsteni
- Astronesthes kreffti
- Astronesthes lamellosus
- Astronesthes lampara
- Astronesthes leucopogon
- Astronesthes lucibucca
- Astronesthes lucifer
- Astronesthes luetkeni
- Astronesthes lupina
- Astronesthes macropogon
- Astronesthes martensii
- Astronesthes micropogon
- Astronesthes neopogon
- Astronesthes niger
- Astronesthes nigroides
- Astronesthes oligoa
- Astronesthes psychrolutes
- Astronesthes quasiindicus
- Astronesthes richardsoni
- Astronesthes similus
- Astronesthes spatulifer
- Astronesthes splendidus
- Astronesthes tanibe
- Astronesthes tatyanae
- Astronesthes tchuvasovi
- Astronesthes trifibulatus
- Astronesthes zetgibbsi
- Astronesthes zharovi